# Carles Esteve Aparicio
Carles Esteve Aparicio   (València, 16 de juny de 1978) és un polític i farmacèutic valencià, actualment diputat a les Corts Valencianes per Compromís.
Llicenciat en Farmàcia i màster en Atenció Farmacèutica i Farmaeconomia per la Universitat de València, Esteve és co-propietari d'un establiment farmacèutic a Tavernes Blanques (l'Horta Nord).
Milita a Iniciativa pel Poble Valencià (IdPV), partit integrat dins la coalició Compromís que representa com a diputat a les Corts Valencianes des de les eleccions de 2019, quan fou triat per la circumscripció de València. Esteve però ha estat actiu en altres moviments cívics com l'escoltisme on va arribar a ser president del Moviment Escolta de València i la Federació d'Escoltisme Valencià. També fou president del Consell Valencià de la Joventut i vice-coordinador d'ATTAC País Valencià.